# Cueto (Cuba)
Cueto è un comune di Cuba, situato nella provincia di Holguín.